# Публій Цейоній Цеціна Альбін
Публій Цейоній Цеціна Альбін (лат. Publius Ceionius Caecina Albinus, д/н — після 367) — державний діяч часів пізньої Римської імперії.

## Життєпис
Походив з роду Цейоніїв Волузіанів. Молодший син Гая Цейонія Руфія Волузіана Лампадія, міського префекту Рима в 365—366 роках, та Цеціни Лоліани. Разом з братом Гаєм здобув гарну освіту. На все життя залишився прихильником античної літератури та поклонінню поганським богам. Разом з тим одружився з християнкою. після цього стає понтифіком Юпітера.
У 364—367 роках як консуляр керував провінцією Нумідія Константінська. Під час своєї каденції сприяв економічному відновленню. Водночас багато зробив культовий будівель та статуй. Про подальшу кар'єру нічого невідомо.

## Родина
Дружина — Деція Фауста.
Діти:
- Цеціна Децій Фауст Альбін, міський префект Рима в 402 році
- Лета (д/н — бл.400), дружина Юлія Токсотія Молодшого, сина Святої Паули Римської. Лета була матір'ю Євстахія, єпископа Турського.